# Job (Getcha)
Job (světským jménem: Igor Wladimir Getcha; * 31. ledna 1974, Montréal) je kanadský pravoslavný duchovní Konstantinopolského patriarchátu, arcibiskup a metropolita Pisidie.

## Život
Narodil se 31. ledna 1974 v Montréalu ukrajinským emigrantům, kteří byli věřící Ukrajinské pravoslavné církve v Kanadě. Tato církev nebyla v této době součástí pravoslavných kanonických církví ale roku 1990 se stala jejich součástí jako součást Konstantinopolského patriarchátu.
Roku 1996 absolvoval St. Andrew's College při univerzitě Manitoba ve Winnipegu.
Dne 28. září 1996 byl v chrámu svaté Sofie v Montréalu metropolitou winnipegským Wasyly (Fedakem) postřižen na rjasofora se jménem Job na počest svatého Joba z Počajiva. Následující den byl stejným biskupem rukopoložen na hierodiakona.
Odešel do Francie a 27. května 1998 byl archimandritou Placidem (Deseille) v monastýru svatého Antonína Velikého v Saint-Laurent-en-Royans postřižen na monacha. Roku 1999 byl povýšen na archidiakona.
Roku 2003 odešel z jurisdikce Ukrajinské pravoslavné církve v Kanadě pod jurisdikci exarchátu farností ruské tradice v Západní Evropě a 20. června byl arcibiskupem komanským Gabrielem (de Vylder) rukopoložen na jeromonacha a byl přiřazen sloužit v chrámu svatého Sergeje Radoněžského v Paříži.
Roku 2003 obhájil doktorandskou disertační práci z teologie na Institut catholique de Paris a Pravoslavném teologickém ústavu svatého Sergeje; téma práce znělo "Liturgická reforma metropolity Kypriana Kyjevského". Stal se členem Společenství svatého Irineje pro mezinárodní dialog mezi pravoslavnou a římskokatolickou církví. Od stejného roku působil jako blagočinný farností ve Španělsku a přednášející církevní historie na ústavě svatého Sergeje. Obě funkce zastával do následujícího roku.
V letech 2003–2006 působil také jako člen rady eparchiálního věstníku Messager diocésain: Archevêché des églises orthodoxes russes en Europe Occidentale.
Dne 9. ledna 2004 byl povýšen na igumena a 18. července na archimandritu.
Od roku 2004 je členem komise pro vztahy s Moskevským patriarchátem.
V letech 2004–2010 byl členem eparchiální rady exarchátu a od roku 2005 začal působit jako člen komise pro dialog s římskokatolickou církví ve Francii.
Přednášel liturgiku na Pařížském ústavu svatého Sergeje a na Institutu vyšších teologických studií při Pravoslavném centru konstantinopolského patriarchátu v Chambésy.
Od 16. prosince 2005 do prosince 2007 byl děkanem ústavu svatého Sergeje.
Roku 2006 se stal členem výboru Světové rady církví.
Člen Kyjevské nábožensko-filosofické společnosti a Společnosti východní liturgie.
Byl převeden z kléru exarchátu pod přímou jurisdikci patriarchy konstantinopolského.
Od prosince 2009 začal působit jako profesor Institutu vyšších teologických studií a na Institut catholique de Paris.
V prosinci 2012 dokončil doktorskou disertaci na Lotrinské univerzitě a stal se profesorem na Freiburské univerzitě ve Švýcarsku.
Poté co v lednu 2013 odešel do důchodu arcibiskup Gabriel (de Vylder), stal jedním ze tří kandidátů na post arcibiskupa exarchátu. Všichni tři kandidáti byli patriarchou Bartolomějem I. odmítnuti.
Patriarchovi a Svatému synodu byla předložena také jména archimandritů Syméona (Cosseca) a Grigoriose (Papathomase).
Dne 1. listopadu 2013 uvedl administrátor exarchátu metropolita Emmanouil (Adamakis) že Svatý synod odmítl kandidaturu archimandritů Syméona a Grigoriose a navrhl jména archimandrity Vissariona (Komziase) a jeromonacha Michaila (Aniščenka). Archimandrita Job byl zvolen administrátorem exarchátu a následující den byl Svatým synodem zvolen arcibiskupem z Telmessosu.
Dne 30. listopadu 2013 proběhla v chrámu svatého Jiří jeho biskupská chirotonie. Světiteli byli patriarcha Bartoloměj, arcibiskup americký Dimitrios (Trakatellis), metropolita Konstantias a Ammochostou Vasileios (Karagiannis), metropolita francouzský Emmanouil (Adamakis), metropolita Sasimy Gennadios (Lymouris), metropolita New Jersey Evangelos (Kourounis), metropolita Belgie Athenagoras (Peckstadt), metropolita Rhodosu Kyrillos (Kogerakis), metropolita Rethymno a Avlopotamos Evgenios (Antonopoulos), metropolita Kósu a Nisyrosu Nathanail (Diakopanagiotis) a arcibiskup Chotynu Meletij (Jegorenko).
Slavnostní intronizace proběhla 5. prosince 2013 v katedrále svatého Alexandra Něvského v Paříži.
Dne 29. listopadu 2015 byl rozhodnutím Svatého synodu uvolněn z vedení exarchátu a jmenován jako představitel patriarchátu při Světové radě církví. Důvodem přesunu hierarchy na jinou pozici byla řada konfliktů mezi ním a duchovenstvem Západoevropského exarchátu a také s profesory teologického ústavu svatého Sergeje. Arcibiskup byl obviněn z autoritářského stylu řízení exarchátu a touhy zničit tradice vlastní této struktuře.
V červnu 2016 nahradil metropolitu Ioannise (Zizioulase) v funkci spolupředsedy Mezinárodní komise pro teologický dialog mezi římskokatolickou a pravoslavnou církví.
Dne 20. února 2019 byl jmenován děkanem Institutu vyšších teologických studií v Chambésy.
Dne 22. července 2022 byl rozhodnutím Svatého synodu zvolen metropolitou Pisidie. Dne 17. září 2022 proběhla v chrámu svatého apoštola Pavla a Alipije Stylity v Antalyi jeho slavnostní intronizace.